# Phoenix (gruppo musicale)
I Phoenix sono un gruppo musicale pop rock francese, originario di Le Chesnay e formatosi a Versailles.

## Storia del gruppo
Si formano nel 1992 nella prolifica scena musicale parigina, che, oltre ai Mano Negra, vedrà la nascita di altri gruppi importanti come gli AIR e i Daft Punk. Proprio con questi ultimi collabora Laurent Brancowitz, prima di entrare a far parte della band di suo fratello Christian Mazzalai, i Phoenix, con alla voce Thomas Mars, al basso Deck D'Arcy e i due fratelli alle chitarre.
La band riesce a dare alla luce il primo disco, però solo nel 2000. United, che esce nell'estate di quell'anno, riscuote un discreto successo internazionale grazie a canzoni come If I Ever Feel Better, Too Young e Funky Squaredance. Grazie a quest'ultima inizia la collaborazione con Roman Coppola, il primogenito di Francis Ford, che ne cura il video. La collaborazione si ripeterà poi per i singoli di lancio di entrambi i due dischi successivi dei Phoenix.
Nel 2004 esce l'album Alphabetical da cui fu estratto come singolo Everything is Everything e Run, Run, Run ed hanno riscosso un buon successo.
Nel 2006 arriva l'inaspettato terzo disco della band francese, It's Never Been Like That, da questo album vengono estratte canzoni come Consolation Prises e Long Distance Call. Nello stesso anno inizia il loro tour internazionale, la band inizialmente si esibisce in Europa, fino ad arrivare in Giappone ed America. La band pubblica a fine maggio 2009 Wolfgang Amadeus Phoenix, il quarto disco della band. Da questo loro quarto album vengono estratti tre singoli tra i quali 1901, Lisztomania e Lasso. Il brano finale, Armistice, sarà inserito nella colonna sonora del gioco PES 2011.
Il 20 ottobre 2010 i Phoenix partecipano ad un live al Madison Square Garden insieme ad uno special live dei Daft Punk, ex compagni di scuola del frontman Laurent Bracowitz. I tre insieme hanno formato il gruppo musicale Darlin'.
Nell'aprile del 2013 esce il loro quinto album intitolato Bankrupt!. Il primo singolo ad anticipare l'album è stato Entertainment, pubblicato il 18 febbraio 2013.
Nel giugno 2017 I Phoenix pubblicano “Ti Amo Speciale”, un filmato in stile tv italiana anni Settanta: un fantomatico variety show all’italiana in cui la band suona i brani Ti Amo, Goodbye Soleil e J-Boy. I Phoenix pubblicarono via Apple Music Ti Amo Speciale, un filmato di 18 minuti che arriva a pochi giorni dall’uscita, venerdì 9 giugno, del nuovo album Ti amo. Nella preview disponibile si vede il progetto francese intervistato da due presentatori in stile programmi televisivi anni Settanta che chiedono notizie a Laurent Brancowitz e Christian Mazzalai sulle loro origini italiane e su chi sia tra loro il più romantico e il più timido.
Lo stesso anno suonano in Italia al Postepay Rock Sound di Roma il 22 luglio 2017, per poi tornare il 20 marzo 2018 al Fabrique di Milano.
Nel 2022 esce il singolo Alpha Zulu: il frontman Thomas Mars ha sentito ripetere queste parole alla radio da un pilota d'aereo durante una turbolenza e ne è rimasto colpito.
Ad agosto 2024 si esibiscono a Parigi alla cerimonia di chiusura dei Giochi Olimpici. Con loro sul palco anche gli storici amici AIR. 

## Formazione
- Thomas Mars - voce
- Laurent Brancowitz - chitarra
- Christian Mazzalai - chitarra
- Deck D'Arcy - basso

### Turnisti
- Thomas Hedlund – batteria
- Robin Coudert – tastiere
- Thomas Bangalter - tastiere
- Francesco Aprili - batteria

## Discografia

### Album studio
- 2000 - United
- 2004 - Alphabetical
- 2006 - It's Never Been Like That
- 2009 - Wolfgang Amadeus Phoenix
- 2013 - Bankrupt!
- 2017 - Ti amo
- 2022 - Alpha Zulu

### Album dal vivo
- 2004 - Live! Thirty Days Ago

### Singoli
- 1999 - Party Time
- 1999 - Heatwave
- 2000 - Too Young
- 2000 - If I Ever Feel Better
- 2004 - Everything Is Everything
- 2004 - Run, Run, Run
- 2006 - Long Distance Call
- 2006 - Consolation Prizes
- 2009 - 1901
- 2009 - Lisztomania
- 2010 - Lasso
- 2013 - Entertainment
- 2017 - J-Boy
- 2018 - Monologue
- 2022 - Alpha Zulu

## Colonne sonore
- L'inganno (The Beguiled), regia di Sofia Coppola (2017)
- On the Rocks, regia di Sofia Coppola (2020)
- Priscilla, regia di Sofia Coppola (2023)